# Holiday Beach
Holiday Beach – jednostka osadnicza w Stanach Zjednoczonych, w stanie Teksas, w hrabstwie Aransas.